# Ерік Еш
Ерік Скотт Еш більш відомий під своїм прізвиськом «Баттербін» — американський  боксер, важкоатлет, кікбоксер і боєць змішаних єдиноборств. Як віртуальний персонаж у боксерських трусах із зображенням американського прапора — з'являється в багатьох сучасних підліткових консольних іграх — боксерських симуляторах, зокрема — у знаменитій «Knockout Kings», а також у мультфільмах «Нікчемний Я» і «Восьминоги». Зіграв самого себе у фільмі «Диваки».

## Спортивна біографія
Коли Ерік почав займатися боксом, часто чув, що з нього не вийде спортсмена і з такою комплекцією він швидко виснажиться. Ерік довів скептикам зворотне. Він став чемпіоном світу з боксу по другорядній версії Інтернаціональної боксерської асоціації (IBA), і за версією маловідомої у світі Всесвітньої спортивної асоціації (WAA). При цьому він провів на професійному рингу 89 боїв, з яких 77 виграв, з них 59 нокаутом. Його називали королем 4-раундового поєдинку через те, що майже всі бої він провів за формулою 4x3 (4 раунди по 3 хвилини). Також він виступав у змішаних єдиноборствах у PRIDE FC, К-1 і декількох менш відомих організаціях. З двадцяти шести поєдинків він переміг у сімнадцяти. Крім цього він ще виступав як кікбоксер і провів 7 професійних боїв, з яких 3 виграв. Зараз Еш живе в Джаспері (Алабама), виховує трьох дітей і володіє рестораном «Містер Бін Барбекю». Свою боксерську кар'єру Еш починав з телешоу «Toughman Contest»(щось на кшталт нинішнього шоу «Претендент» — змагань з боксу серед аматорів). Ерік став п'ятикратним чемпіоном цього шоу. Після переходу в ММА Еш продовжив тішити своїх шанувальників і експериментувати зі стилями. Так з відомим своєю богатирською статурою Бобом Саппом він навіть провів матч за правилами сумо.
Можна сказати, що Еш своєю персоною створив досить визначне явище в світі боксу і змішаних єдиноборств, адже він, на відміну від багатьох інших американських боксерів важкої вагової категорії (т. зв. «мішків») зумів довести, що товстуни можуть не просто битися, а ще й перемагати.